# Herman Meyboom
Herman Meyboom né le 23 août 1889 à Soerabaja est un nageur et poloïste belge. Sa date de mort n'est pas connue.

## Carrière
Il remporte le championnat de Belgique sur 100 mètres nage libre en 1908, 1909 et 1913. Il est aussi champion de Belgique sur 200 mètres nage libre en 1908.
Il remporte la médaille d'argent en Water-polo aux Jeux olympiques de 1908 et la médaille de bronze en Water-polo aux Jeux olympiques de 1912.
Il a aussi participé aux Jeux olympiques de Londres en 1908 et aux Jeux olympiques de Stockholm en 1912. Au 100 mètres nage libre aux Jeux olympiques de 1908, il est éliminé en séries, ainsi qu'au 100 mètres nage libre masculin aux Jeux olympiques de 1912, avec un temps de 1 min 15 s 4,,.